# Остров плутней

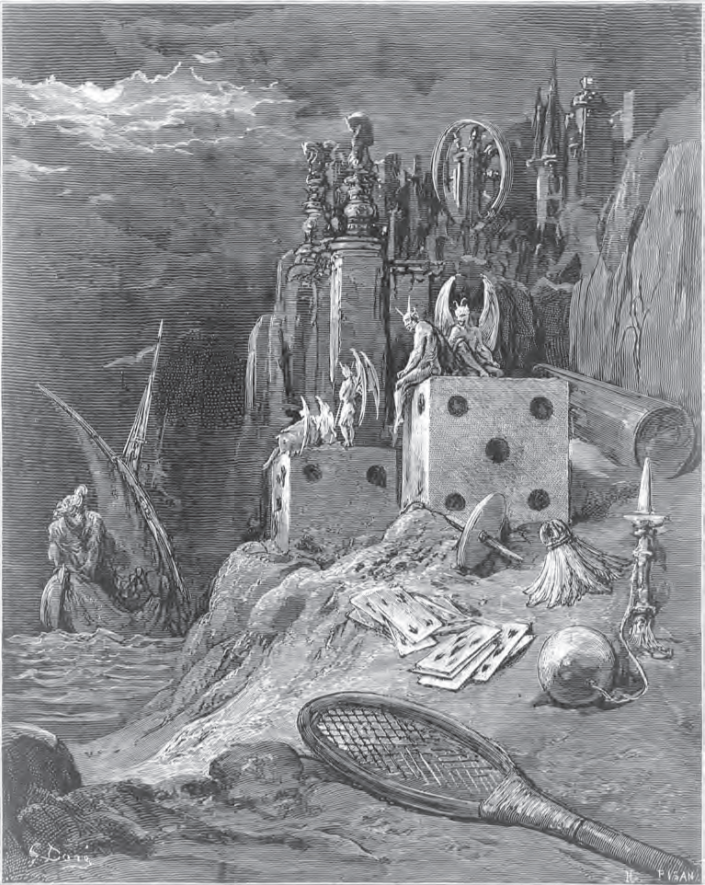
Гюстав Доре. Остров плутней: «Штурман показал нам на две скалы в форме куба с восемью равными гранями».

Остров плутней, также остров Плутней, остров Кассаду (фр. Cassade; кассада — азартная игра итальянского происхождения название которой символизировало обман, ложь) — вымышленный остров, описанный в «Пятой и последней книге героических деяний и речений доброго Пантагрюэля» (гл. X. «О том, как Пантагрюэль прибыл на Остров плутней») сатирического романа «Гаргантюа и Пантагрюэль» французского писателя-гуманиста XVI века Франсуа Рабле. Согласно сюжету Пантагрюэль и его друзья отправляются в морское путешествие к оракулу Божественной Бутылки, чтобы выяснить стоит ли Панургу жениться. Эскадра пантагрюэлистов посещает множество местностей, где знакомится с нравами и обычаями населения. Перед осмотром Острова плутней друзья побывали на Острове железных изделий: «Спустя три дня пристали мы к Острову плутней, точному слепку с Фонтенбло, ибо земля здесь такая тощая, что кости её (то есть скалы) прорывают кожу; почва — песчаная, бесплодная, нездоровая и неприятная. Лоцман обратил наше внимание на два небольших утёса, представлявших собою два правильных шестигранника, белизною же своею создававших впечатление, что они то ли из алебастра, то ли опушены снегом; лоцман, однако ж, уверил нас, что они состоят из игральных костей. <…> Ещё лоцман нам сказал, что вокруг и у самой подошвы шестигранных этих утесов произошло больше кораблекрушений и погибло больше человеческих жизней и ценного имущества, нежели вблизи всех Сиртов, Харибд, Сирен, Сцилл, Строфад, вместе взятых, и во всех пучинах морских». Французский писатель и критик Анатоль Франс отмечал, что при описании острова Рабле с позиций «правоверного католика выступает против азартных игр». На острове среди прочих достопримечательностей также находятся Святой Грааль («вещь божественная и мало кому известная»), скорлупки от снесённых Ледой яиц, из которых появились близнецы Кастор и Поллукс, братья Прекрасной Елены. Франс отмечал, что в этом фрагменте идёт речь о продавцах фальшивых реликвий, древностей: «Один из них продаёт пантагрюэлистам кусочек скорлупки от двух яиц, снесённых Ледой. Как известно, во времена Рабле обладатели „реликвий“ за особую мзду давали потрогать перо архангела Гавриила». Напоследок телемиты купили у местных торговцев «кипу шляп и шапок, но только я не думаю, чтобы мы много выручили от их продажи. Впрочем, те, кто у нас их купит, прогадают ещё больше». Следующей остановкой пантагрюэлистов стал Остров застенка (осуждения).